# Maomé Albaquir
Maomé ibne Ali Albaquir (em árabe: مُحَمَّد ٱلْبَاقِر; romaniz.: Muḥammad ibn ʿAlī al-Bāqir; nome completo: al-Bāqer, Abū Jafar Moḥammad b. ʿAlī b. Ḥosayn b. ʿAlī b. Abī Ṭāleb; nome honorário al-Bāqer é comumente considerado para se referir ao seu “conhecimento aberto de divisão (bāqer al-ʿelm)”, significando sua erudição nas ciências religiosas. Foi o quinto dos imame xiitas, sucedendo a seu pai Zayn al-Abidin e antes de seu filho .. Sua mãe era Omm Abedalá Fāṭema, filha de Ḥasan ibn Ali, que é descrita como uma mulher santa. E, portanto, ele é o primeiro imã xiita, de ambos os netos do Profeta, Hassan e Hussein. Segundo a maioria das fontes xiitas, ele nasceu em Medina em 57/677 e passou a maior parte de sua vida nesta cidade. Quando criança, ele esteve presente na batalha de Karbalā. Seu relato detalhado dos eventos de Karbalā está registrado em fontes históricas. Ele tinha cerca de trinta e sete anos de idade quando seu pai morreu. Como seu pai, Maomé Albaquir era politicamente quieto e absteve-se de apresentar abertamente qualquer reclamação.
Fontes sunitas e xiitas concordam em descrevê-lo como um eminente estudioso da religião. Ele é invariavelmente considerado um transmissor confiável pelos especialistas sunitas ḥadīṯ. Nasāʾī o menciona como um dos primeiros estudiosos do direito (foqahāʾ) de Medina. Abū Dāwūd incluiu um hadith transmitido por ele em seu Sonan. Numerosos ditos edificantes dele foram narrados nos círculos sufis.
Na tradição xiita, al-Bāqer aparece como o inaugurador do ensino religioso e legal que foi posteriormente elaborado por seu filho, Jafar al-Ṣādeq e formou a base do xiismo Imami. Outro desenvolvimento importante durante este período, como visto nas fontes xiitas, foi o início de uma postura independente dos xiitas em questões de lei e práticas rituais. Os xiitas começaram a confiar apenas na orientação de seus imãs nessas questões e a rejeitar as decisões de 'Umar e outros tradicionalistas dos quais o resto do mundo muçulmano estava se tornando dependente.
Tal como acontece com os outros imãs, os xiitas reivindicam Albaquir como mártir, mas não há concordância quanto à forma de sua morte, alguns dizendo que ele foi envenenado por Hixame, outros que foi Ibrahim ibn Walid quem planejou sua morte. Há também uma grande discrepância em relação à data da morte, com variações de 114/732 a 126/743. A maioria das fontes parece concordar com 117/735, mas isso impediria o relato de um historiador como Albaquir, advertiu Zayd contra sua revolta aberta que ocorreu em 122/740.

## Ascendência
A linhagem de Muhammad Baqir remonta a Muhammad, o Profeta do Islã, tanto por parte de mãe quanto de pai. Seu pai era o imame Zayn al-Abidin, o quarto imame dos xiitas Emāmī. Ele tinha cerca de trinta e sete anos de idade quando seu pai morreu em 94 Hijrl. Sua mãe era Omm Abedalá Fátima, filha do Segundo imame, Hasan ibn Ali, que é descrita como uma mulher santa. Assim, al-Bãqir juntou em si as duas linhas de descendência de Fátima e Ali.

## Nomes, cúnia e apelidos
Nome
O nome dele é Maomé. Segundo fontes históricas, seu avô, o profeta, o chamou de Maomé. Também deu a ele o apelido de Albaquir. Isso foi dez anos antes de Albaquir nascer. Isso estava entre as profecias do Profeta, como disseram alguns pesquisadores. O Profeta sabia do invisível que seu neto faria tal como proclamar conhecimento entre sua comunidade. Assim, ele deu boas notícias à sua comunidade sobre ele. Ele também lhe enviou suas saudações através do grande Companheiro (do Profeta), Jabir b. ‘Abd Allah al-Ansari.
Cúnia
Ele tinha apenas um cúnia. Era Abu Jaafar. Ele era chamado pelo nome de seu filho, Ja ‘far Alçadique. E para não ser confundido com Muhammad Taqi - que também se chamava Abu Jaafar -, o nono imame é chamado de "Abu Jaafar o Segundo".

### Apelidos
Muhammad Baqir tem muitos apelidos, sendo os mais importantes: Al-Amin (o de confiança), Al-Shabïh (aquele que era como o Profeta), Al-Shakir (o agradecido), Al-Hadi (o que guia), Al-Sabir (o paciente), Al-Shahid (a prova) e Albaquir (aquele que abre o conhecimento).
Baqir al-'ilm
Este é o apelido mais famoso dele. Ele e seu filho, imame Alçadique, receberam o apelido de al Baqirayn (os dois que dividiram o conhecimento aberto). De acordo com Ibn Khaltikan, Muhammad ibn Ali recebeu o epíteto 'Albaquir' porque coletou um amplo fundo de conhecimento, mas não especifica quando e de quem recebeu essa denominação. A Ya 'qibi menciona que ele foi chamado de 'Baqir al-'IIlm' porque ele 'dividiu o conhecimento aberto'. O Lisan al-'Arab também afirma que esta foi a fonte de seu título porque ele “dividiu o conhecimento aberto”, conhecia seus princípios (ou raízes), descobriu seus ramos e tinha vasto conhecimento." Para os xiitas em geral, ' Baqir al-'Ilm' não era um título comum, pois foi, na opinião deles, dado pelo Profeta. De acordo com um relato registrado em al-Kulayni,' Jabir ibn 'Abd Allah, o mais antigo companheiro sobrevivente do Profeta, sentava na mesquita do Profeta usando um turbante preto e gritou: "Ya Baqir al-ilm, ya Baqir alilm". ouviu o Profeta dizer: "Ó Jabir! Você conhecerá um homem da minha família que terá o mesmo nome e as mesmas características que as minhas. Ele abrirá o conhecimento extensivamente."

## Biografia
De acordo com os famosos ditados, imame Albaquir nasceu em Medina em 57/677 e morreu lá em 114/732 com a idade de 57 anos, e sua vida útil foi de 57 anos e seu Imamate foi de 19 ou 20 anos (Muharram 94 para Rabi al -Awal ou Dhul Hijjah 114). Ele compreendeu quatro anos da vida de seu avô imame Hussein e 37 anos da vida de seu pai Ali ibn Hussein, e seu período de vida foi sob o governo de dez dos califas omíadas (de Muawiya bin Abi Sufyan a Hixame bin Abdul Malik ) e os dias de seu Imamate estavam sob o governo de cinco deles. - Walid bin Abdul Malik (falecido em 96), Suleiman bin Abdul Malik (falecido em 99), Umar bin Abdul Aziz (falecido em 101), Yazid bin Abdul Malik (falecido em 105) e Hixame bin Abdul Malik (falecido em 125) eram comparáveis. De acordo com o que se obtém de fontes confiáveis, a vida do quinto imame foi passada principalmente na cidade de Medina, divulgando conhecimentos religiosos, orientando os xiitas e treinando estudantes. De acordo com a narração de Kalini, uma vez durante a era de Hixame bin Abdul Malik (125-105), aquele Profeta e seu filho imame Sadiq foram convocados de Medina para a Síria. Este incidente aconteceu após a cerimônia do Hajj, na qual Hixame e imame Albaquir estavam presentes, e aparentemente a intenção de Hixame era intimidar o imame. Beyhaqi, citando Kassai e sua citação do califa Abbasi de Harun, relatou a outra viagem do Profeta à Síria a convite de Abedal Maleque Maruane (65-86), que obviamente foi antes de seu Imamate. Ibn Asaker também considerou o convite de Omar ibne Abdalazize (101-99) para a Síria com o propósito de consultar algumas questões. Segundo ele, Umar bin Abd al-Aziz tinha um ótimo relacionamento com os juristas e os convidava para reunir-se a ele, entre os quais o imame Albaquir.

### Nascimento e infância
imame Albaquir era filho do quarto imame. De acordo com a maioria das fontes xiitas, ele nasceu em Medina no terceiro dia do mês de Safar, no ano 56/676. Foi dito que teria sido em uma sexta-feira, durante os primeiros dias do mês de Rajab. Outras datas fornecidas para o nascimento de al-Bāqer são 54/676 e 59/678-79. Ele nasceu durante a época de Moáuia. Naquela época, os países islâmicos estavam cheios de opressão. Além disso, eles estavam cheios de desastres e infortúnios. Ele esteve presente no evento de Karbalā quando tinha quatro anos. As etapas dessa tragédia imortal ocorreram antes do imame Albaquir, enquanto ele era jovem. Ele disse: “Meu avô foi morto quando eu tinha quatro anos de idade. Na verdade, eu me lembro de seu assassinato e o que nos atingiu durante esse tempo.” imame Albaquir, relatou muitas de suas etapas. Al Tabari relatou algumas de suas fotos sob sua autoridade. Um grupo de Companheiros (do Profeta) escreveu um livro. Eles chamaram o livro de ‘Maqtal al-Husayn’. Nele, escreveram o que ouviram dele e de outras pessoas sobre as tragédias de Karbalā'. Ibne Anadim mencionou muitos deles em seu livro 'al-Fihrast'. No entanto, aquela tragédia imortal deixou grande dor e tristeza em sua alma. Suas tristezas o acompanharam por toda a vida.
De acordo com Madaeni, um ano após o incidente de Karbalā e o ataque do exército de Iázide ibne Moáuia na cidade de Medina, seu pai enviou a ele e seu irmão Abedalá, junto com a esposa e a família de Maruane ibne Aláqueme, para Ṭāʾef pouco antes do cerco de Medina sob Iázide em 63/683. Isso foi feito para a segurança de seus filhos, que ainda eram menores de idade.

### Durante o Imamato de Zain al-Abidin

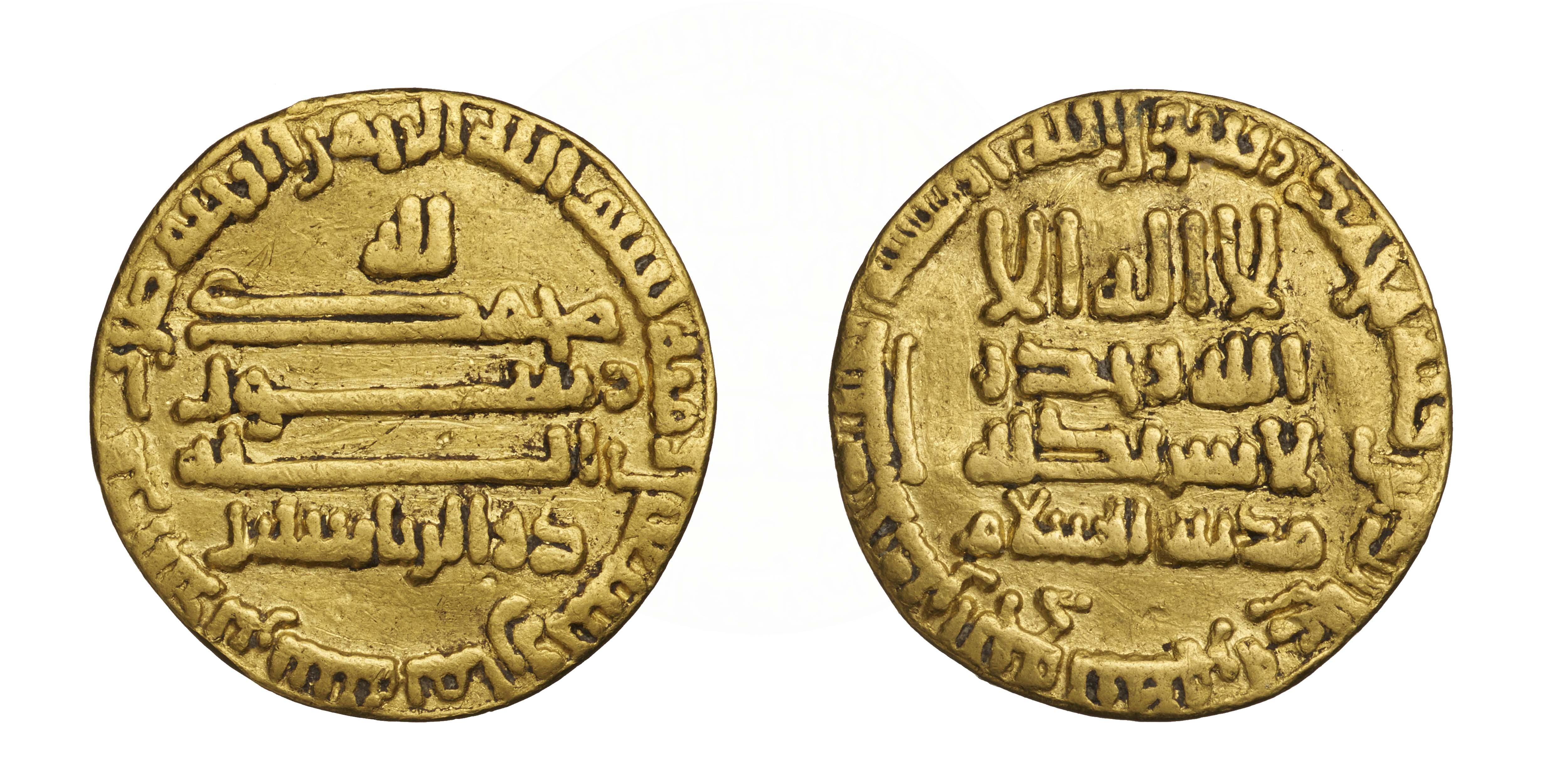
Moedas Islâmicas, Umayyad, 'Abd al-Malik

Sua juventude testemunhou a luta pelo poder envolvendo os omíadas, 'Abd Allah b. a-Zubair e os vários grupos xiitas, ao mesmo tempo em que viu seu pai permanecer distante de toda atividade política. Como seu pai, ele não interferia nos assuntos políticos.
Um dos eventos desta época registrados em fontes históricas é que dizia-se que o governo omíada não tinha, até então, moeda própria. A moeda bizantina do Império Romano do Oriente também era válida em Damasco. Mas durante o reinado de Walid Ibn Abdul Malik, surgiu uma brecha entre ele e o governante bizantino, quando este decidiu carimbar uma nova moeda com a frase que foi considerada depreciativa para o Sagrado Profeta. Isso criou suspense entre a Ummah muçulmana. Walid convocou um comitê do qual participaram proeminentes estudiosos muçulmanos. imame Albaquir expressou sua opinião de que o governo deveria cunhar sua própria moeda, em um lado da qual deveria carimbar a declaração “La Ilaha Illallah" e do outro lado “Muhammad Rasul Allah". A opinião do imame foi aprovada por unanimidade e pela primeira vez, uma moeda islâmica foi cunhada. Algumas dessas moedas foram exibidas no Museu Britânico em 1988 no evento da exposição de Arte Islâmica em Londres e uma nota mostrava que essas moedas foram cunhadas na época de Walid Ibn Abdul Malik, a conselho do imame Albaquir.

## Imamato
De acordo com fontes Ithna'ashari e Ismaili, após a morte de Zayn al Abidin em 94/714, seu filho Albaquir o sucedeu ao imamato. Com base nas tradições xiitas unânimes, antes de sua morte, Zayn al Abidin nomeou Maomé Albaquir, seu filho mais velho, como seu wasi e sucessor de sua herança. O fator óbvio em apoio à credibilidade desta tradição é que durante a época de Zayn al-'Abidin a maioria dos xiitas abandonou a linha Husaynid e foi para Ibn al-Hanafiya, e então aceitou o Imamate do filho deste último, Abu Hashim; Zayn al-'Abidin considerou isso uma usurpação de seus direitos e, não sem muita dificuldade, conseguiu conquistar um grupo de seguidores com base no princípio da sucessão legítima por Fátima na linhagem de Husain. É então natural que ele tenha confiado a seu filho mais velho para continuar a tarefa no mesmo terreno que ele havia estabelecido. As tradições em al-Kulayni tendem a sugerir que Albaquir recebeu de seu pai um baú cheio de armas e livros do Mensageiro de Allah, na presença de seus irmãos. Essas armas, que simbolizavam a autoridade, consistiam na espada, na armadura, no elmo e na lança curta (anazah) do Profeta. Além dessas armas, as tradições em al-Kulayni sustentam que os imãs também herdaram certos documentos que continham informações importantes. De fato, supõe-se que o jami '(compilação) contenha tudo o que o homem possa precisar; todos os casos de lei foram cobertos por ele, até mesmo sangue para um arranhão. Outros documentos que os imãs supostamente possuíam são o jafr (adivinhação), uma bolsa de couro contendo conhecimento, al-sahifa (roteiro) e o mushaf (livro) de Fátima. Acredita-se que este mushaf continha mensagens que Fátima recebeu de um anjo após a morte do Profeta.

### Contexto cultural e político
Na época de al Baqir, os vários grupos começaram a discutir sobre diferentes questões jurídicas. Os tradicionalistas se opuseram aos juristas quanto à posição da sunna do Profeta e os exegetas deram várias interpretações dos versos do Alcorão, todas aparentemente baseadas em tradições proféticas. Além disso, sérias discussões teológicas ocorreram entre os estudiosos sobre tópicos que giram em torno do imamato, como iman, islam e qada' wa qadar, alguns dos quais com óbvias conotações políticas. Portanto, é também neste período que podemos traçar os rudimentos de muitos desses movimentos filosófico-religiosos e comunidades político-religiosas que formaram as primeiras seitas, como a Kharijiyya, a Qadariyya e a Murji'a. O Shi'a, um dos campos em que os muçulmanos se dividiram na questão do imamato, também tomou forma clara durante o período de Albaquir. Nessa época surgiram divergências e discussões. Foi em tal ambiente que Albaquir respondeu às inúmeras perguntas que lhe foram feitas por xiitas e não xiitas. Durante o tempo de Albaquir, muitos grupos estavam insatisfeitos com seus governantes. Os piedosos sem dúvida ficaram perturbados com o estado de coisas em que a sociedade havia afundado. Eles detestavam especialmente os governantes que, levando eles próprios uma vida luxuosa, davam um exemplo indesejável para os outros, sancionando assim aquilo que a religião abominava. As cidades gêmeas de Meca e Medina, especialmente Meca, foram transformadas em centros de luxo onde abundavam riquezas e garotas cantoras das terras conquistadas. Outra causa de descontentamento generalizado era a divisão da sociedade entre a classe dominante, formada pela família do califa e pela aristocracia dos conquistadores árabes, e os muçulmanos não árabes que eram clientes (mawali) das tribos árabes. Sua adesão às causas xiitas e carijitas no Iraque, na Pérsia e em outros lugares foi uma das maneiras pelas quais os mawali expressaram sua insatisfação. Em terceiro lugar, havia os não-muçulmanos, isto é, cristãos, judeus e outros que eram conhecidos como dhimmas pelo tributo que pagavam em troca de proteção (dhimma). Assim, durante o período em que Albaquir viveu, grupos de muçulmanos expressaram sua insatisfação de várias maneiras, alguns recorrendo à ação política, alguns aquiescendo e outros desviando suas energias para o aprendizado religioso. Ao mesmo tempo, esses grupos colocaram diante do povo alguma esperança de libertação que, acreditavam, só poderia ser alcançada por meio de um líder de inspiração divina. A maioria acreditava que esse líder, AL Mahdi, o bem orientado, só poderia vir da família do Profeta, ahl al-Bayt. Por outro lado, os califas Marwani ficaram satisfeitos e seguros depois de obter a soberania de Abdul Malik bin Marwan (falecideo em 8), suprimindo todos os proclamadores e apagando todos os incêndios oponentes. Eles não dão nenhum valor a este califado que adquiriu facilmente, apesar de seus próprios predecessores, e não lidam e desafiam o xiismo extensivamente por seus entretenimentos que são requisitos de dignidade e eminência. Assim, imame Albaquir e Seus apoiadores foram protegidos de suas agressões. No entanto, a condição e as situações mudaram em benefício do imamato e do xiismo'.

### A fundação da escola xiita
De acordo com o estudioso xiita Muhammad Hossein Tabatabai, durante o imamato do quinto imame, como resultado da injustiça dos omíadas, revoltas e guerras eclodiam em algum canto do mundo islâmico todos os dias. Além disso, havia disputas dentro da própria família omíada que mantinham o califado ocupado e, até certo ponto, deixavam os membros da Casa do Profeta sozinhos. Por outro lado, a tragédia de Karbalā e a opressão sofrida pela Casa do Profeta, da qual o quarto imame era a personificação mais notável, atraíram muitos muçulmanos para os imames.
Por outro lado, os califas Marwani ficaram satisfeitos e seguros depois de obter a soberania de Abdul Malik bin Marwan. Eles não dão nenhum valor a este califado que adquiriu facilmente apesar de seus próprios predecessores e não lidam e desafiam o xiismo extensivamente por seus entretenimentos que são requisitos de dignidade e eminência. Assim, o imame e seus apoiadores foram protegidos de suas agressões.
Esses fatores se combinaram para possibilitar que as pessoas, especialmente os xiitas, fossem em grande número a Medina e chegassem à presença do quinto imame. Possibilidades de divulgação de verdades sobre o Islã e as ciências da Casa do Profeta, que nunca existiram para os Imames antes dele, foram apresentadas ao quinto imame. A prova deste fato são as inúmeras tradições contadas a partir do quinto imame e o grande número de ilustres homens da ciência e estudiosos xiitas que foram treinados por ele em diferentes ciências islâmicas. Esses nomes estão listados em livros de biografias de homens famosos no Islã.
Agora então, um grupo se reuniu e Shia sentiu sua existência e personalidade mais uma vez. A pregação xiita que foi interrompida por alguns anos em efeito da tragédia de Karbalā e os eventos sangrentos depois disso - como os eventos de Harrah e Tawwabeen - além dos rigores dos califas que não foram apresentados, exceto por trás dos véus muito espessos, agora enraizaram-se em muitas regiões de países islâmicos, especialmente Iraque, Hijaz e Khorasan, e atraiu uma multidão abrangente para ele, mesmo em algum círculo mais limitado, que veio em forma de integridade intelectual e prática que pode ser chamada de "Organização do partido" . O tempo em que imame Sajjad dizia que "não temos nem 20 apoiadores e seguidores no Hijaz geral" passou e agora, quando imame Albaquir entra em Masjid al-Nabi em Medina, uma multidão de Khorasan e de outras regiões o cerca e pergunta sobre suas questões jurisprudenciais. Enquanto aqueles como Tawos Yamani, Qatadah bin Dea'mah, Abu Hanifa e outros que são os famosos jurisprudentes e, claro, não-xiitas, ouviram a fama científica do imame e vieram a Ele para aprender ou mesmo debater. Um poeta como Kumait Asadi, com sua arte eloquente e florescente, a obra artística mais importante dele são os Poemas Laudatórios (Qasaed) nomeados por "sobre as virtudes de Bani Hashim (Hashimiyat)" e esses poemas se tornaram populares e introduziram o direito de Muhammad Household (All-e-Muhammad) e sua ciência e valor espiritual para as pessoas.
No entanto, a condição e as situações mudaram em benefício do imamato e do xiismo'. Assim, pode-se concluir inevitavelmente que o imame Albaquir avançou em seu período de Imamato e levou o esforço e a luta dos xiitas ao seu último ponto. Isto é o que forma o ponto clímax do período Imamate do imame Albaquir.

### Chamando o imame Albaquir para a Síria (Damasco)
Sayed Ali Khamenei, o autor do livro de 250 anos, afirma que os eventos mais importantes no extremo da vida de Maomé Albaquir é chamá-lo para a Síria (Damasco) a capital do califado de omíada. Hixame ibne Abedal Maleque, o décimo califa omíada, ordenou para o imame Albaquir, de acordo com algumas narrações, também do imame Sadiq, seu jovem filho, para prender e levar à Síria (Damasco), para conhecer a orientação do imame em relação à configuração do califado. Eles levaram o imame para a Síria (Damasco) e ao Palácio do Califado. É apresentado o primeiro califa e depois os participantes a continuar a inundação de culpa e provocar em direção ao imame. O califa estava perseguindo dois propósitos por essa ação: primeiro, para enfraquecer o Espírito do imame através desses palavras amargas e abusos e se preparar para o que é apropriado. Em segundo lugar, condenar e suprimir seu inimigo em uma reunião que é organizada para os mais altos líderes e comandantes de ambas as frentes hostis, e desarmar todos os membros de sua frente, divulgando essas notícias de supressão. O imame entra e, apesar da norma ordinal, que todo novo hóspede deve cumprimentar o califa mencionando o título específico do líder dos crentes (Amir Al Mumineen), se volta para os participantes e gesticulando pelas mãos para eles, diz: “A paz esteja com você ( As-Salam Alaikum) ”, então fica sem esperar por nenhuma permissão. Esse comportamento acendeu o fogo do ódio e da inveja no coração de Hixame e ele começa de acordo com o planejamento. "Vocês, os filhos de Ali e os herdeiros, já quebraram a unidade dos muçulmanos, convidando -se a si mesmos, colocam lacuna e hipocrisia e se imaginaram como líderes e imãs por sua própria imprudência e puerilidade". Depois dele, todos os seus servos falavam essas palavras culpando e acusando o imame de ser rude e arrogante. O imame permaneceu em silêncio e calmo durante esse período. Quando todos ficaram quietos, ele ficou se voltando para o público e realizou o louvor e o encomenda de Deus e cumprimentando o Profeta, ilustra, em palavras curtas, mas agitadas, sua perplexidade e divagação da multidão de dispersão, batidas como cílios nas cabeças e Faces por serem instrumentos incontinentes, limparem seu status e passado de glória de sua família, que concorda com os mais altos padrões islâmicos-guiando-e, finalmente, tornam seu espírito instável algo mais chocado: oh as pessoas! Onde você está indo?! O que é considerado seu ultimáculo por eles? Deus guiou seus antecessores por nós e, através de nós, o selo final fará você se apresentar, se você tiver a decisão apressada, nossa decisão será para sempre. Não há nenhuma decisão após a nossa. Somos os donos do final e da salvação, como Deus diz: a salvação pertence aos de piedade (ou e o resultado será a favor do Deus cauteloso).
Nesta expressão curta, mas pró-acumulada- que atraiu apelo, condenação, promessa, ameaça, prova e rejeição ao mesmo tempo- tem influência e compreensão na medida de que, se for divulgado e ouvido pelas pessoas, é possível que todo ouvinte possa ficar convencido Para a legitimidade do porta -voz. Hixame ordena colocar o imame na prisão, ou seja, ele confessa seu espírito fraco e lógica incompetente. O imame lida com a declaração das realidades e a depuração, e influenciou seus companheiros prisioneiros, pois não havia ninguém que não aceitasse sua expressão muito profunda e não se tornou seu apego e seguidor. Os cessionários relatam Hixame sobre as ocorrências. Não é suportável para o governo que mantém especialmente a Síria longe da pregação de Alavi há várias décadas. Assim, Hixame ordena que os retire da prisão (libertação) e os devolva para Medina.

### Um Debate com o Arcebispo dos Cristãos
Antes de imame Albaquir deixar a cidade de Damasco. No momento em que imame Albaquir e seu filho estavam deixando o palácio do califa, eles viram uma grande reunião nas extremidades de uma arena, em frente ao palácio. Havia um grande número de pessoas sentadas esperando por alguém. imame Albaquir perguntou sobre eles e a razão por trás de sua reunião. Eles responderam: “São padres e monges cristãos que se reúnem em grande número todos os anos, esperando a chegada de seu grande arcebispo. Quando ele chega a esta reunião anual, esses estudiosos podem fazer suas perguntas e obter respostas para elas.” imame Albaquir entrou nesta reunião de uma maneira que as pessoas realmente não o reconheceram. A informação foi transmitida a Hixame imediatamente. Hixame encarregou alguns de seus agentes de ir a essa reunião e ver o que estava acontecendo. Não demorou muito até que o arcebispo chegasse. Com muita admiração e veneração, o povo o recebeu, e ele e ele se sentaram à frente da multidão. Ele olhou para a multidão e seus olhos foram atraídos para o rosto do imame Albaquir - ele sentiu que este não era um homem comum. Ele encarou o imame e perguntou: “Você é cristão ou é dos muçulmanos?” O imame respondeu: “Dos muçulmanos.” O Arcebispo perguntou: “Você é dos estudiosos deles ou dos ignorantes?” O imame respondeu: “Eu não sou dos ignorantes.” O Arcebispo então perguntou: “Devo fazer uma pergunta primeiro, ou você faz?” O imame respondeu: “Se você quiser, pode perguntar.” O Arcebispo perguntou: “Por que vocês, muçulmanos, afirmam que as pessoas do paraíso bebem e comem, mas não precisam usar o banheiro? Você tem algum exemplo neste mundo para este assunto, para que possa ser esclarecido?” O imame respondeu: “Sim, um exemplo claro neste mundo é que no ventre da mãe uma criança se alimenta, mas não vai ao banheiro”. O Arcebispo respondeu: “Que maravilha, mas você disse que não era dos estudiosos?” O imame disse: “Eu não disse isso; ao contrário, eu disse que não sou dos ignorantes. O Arcebispo então disse: “Tenho outra pergunta”. O imame respondeu: “Por favor, vá em frente.” O Arcebispo perguntou: “Com base em que você acredita que os frutos e as bênçãos do paraíso nunca diminuem e, por mais que sejam consumidos, ainda permanecem e não diminuem? Você pode mostrar um exemplo claro disso a partir dos fenômenos deste mundo?” O imame (ca) respondeu: “Sim, o exemplo claro disso é encontrado no (fenômeno perceptível do) fogo. Se você acender outra chama (de uma chama existente) e repetir essas cem vezes, a primeira chama permanecerá como era e nada terá diminuído dela.
O Arcebispo fez todas as perguntas difíceis que lhe vieram à mente e todas elas foram respondidas de forma clara e completa pelo imame. Ele logo ficou parecendo extremamente incompetente e fraco, e ficou com raiva. Ele disse: “Oh pessoal, vocês trouxeram um grande estudioso cujo conhecimento é superior ao meu para me desonrar e mostrar aos muçulmanos que seu líder é superior e mais instruído que o nosso? Juro por Deus que nunca mais falarei com você e, se eu continuar vivo até o ano que vem, você não me verá em seu meio. Ele disse essas palavras, levantou-se de seu assento e deixou a reunião.

#### A reação de Hixame a este debate
A notícia disso se espalhou rapidamente por Damasco, e o povo ficou muito feliz com o que havia acontecido. Hixame, em vez de ficar feliz com essa vitória ideológica, ficou ainda mais temeroso da influência espiritual do imame. Na tentativa de minimizar a propagação da influência do imame, Hixame enviou-lhe uma mensagem insistindo para que ele deixasse Damasco naquele mesmo dia. Hixame também tentou caluniar o imame para diminuir o que havia acontecido. Ao fazer isso, ele acusou o imame de se inclinar para o cristianismo e se espalhou por todo o mundo muçulmano. Ele escreveu cartas a alguns de seus governadores, dizendo o seguinte: Muhammad ibn Ali, filho de Abu Turab, veio a mim junto com seu filho . Quando os mandei de volta para Medina, eles foram ver alguns padres e se inclinaram para o cristianismo. No entanto, devido ao relacionamento familiar que eles têm comigo, deixei de lado suas faltas e decidi não puni-los. Quando esses dois indivíduos chegarem em sua cidade, anuncie ao povo que sou avesso às suas ações, os esforços desesperados de Hixame em esconder a verdade do que aconteceu foram malsucedidos e o povo ouviu o que realmente aconteceu. Aqueles que viram o conhecimento da realidade do imame aumentaram em número. Como resultado, a viagem obrigatória que começou com ameaças de violência terminou cheia de resultados surpreendentes e a educação das massas para a realidade do imamato.

## Divisões
Cada religião possui um certo número de princípios primários que formam sua base essencial e outros princípios de importância secundária. Quando os seguidores de uma religião diferem quanto à natureza dos princípios primários e seus aspectos secundários, mas preservam uma base comum, o resultado é chamado de divisão (inshi'ab) dentro dessa religião. Tais divisões existem em todas as tradições e religiões, e mais particularmente nas quatro religiões "reveladas" do judaísmo, cristianismo, zoroastrismo e islamismo.

### Divisão dentro do xiismo
O xiismo não sofreu divisões durante o imamato dos três primeiros imãs: Ali, Hasan e Husayn. Com a morte de Husayn, no entanto, o xiismo entrou na segunda fase de sua história. Embora o princípio básico permanecesse o mesmo, surgiram divergências sobre os critérios específicos para decidir quem era o líder divinamente inspirado, e isso levou à divisão interna do islamismo xiita. após o martírio de Husayn, a maioria dos xiitas aceitou o imamato de Ali ibn Husayn al-Sajjad, enquanto uma minoria conhecida como Kisaniyah acreditava que o terceiro filho de Ali, Muhammad ibn Hanafiyah, era o quarto imame, bem como o prometido Mahdi, e que ele se ocultou nas montanhas Radwa e um dia reapareceria. Após a morte do imame al-Sajjad, a maioria dos xiitas aceitou como imame seu filho, Maomé Albaquir, enquanto uma minoria seguiu Zayd al-Shahid, outro filho do imame al-Sajjad, e ficou conhecido como Zaydis. Após o imame Maomé Albaquir, os xiitas aceitaram seu filho Jafar Alçadique como imame e após a morte do imame Jafar a maioria seguiu seu filho imame Musa al-Kazim como o sétimo imame. No entanto, um grupo seguiu o filho mais velho do sexto imame, Isma'il, que morreu enquanto seu pai ainda estava vivo, e quando este último grupo se separou da maioria dos xiitas, ficou conhecido como Isma'ilis. Outros aceitaram como imame 'Abdollah al-Aftah ou Muhammad, ambos filhos do sexto imame. Finalmente, outra parte parou com o próprio sexto imame e o considerou como o último imame. Da mesma forma, após o martírio do imame Musa al-Kazim, a maioria seguiu seu filho, Ali al-Rida, como o oitavo imame. No entanto, alguns pararam com o sétimo imame e ficaram conhecidos como o Waqifiyah. Do oitavo imame ao décimo segundo, que a maioria dos xiitas acredita ser o Mahdi prometido, nenhuma divisão de qualquer importância ocorreu dentro do xiismo. As seitas que se separaram da maioria dos xiitas se dissolveram em um curto período, exceto duas: a Zaydi e a Isma’ili que continuam existindo até agora. Até hoje, as comunidades desses ramos estão ativas em várias partes do mundo, como Iêmen, Índia e Síria.

#### Kaysaniyya
O Kaysaniyya começou como um movimento iniciado por Mukhtar ibn Abu 'Ubayd ath-Thaqaft, alegando representar Muhammad ibn al-Hanafiyya (o filho de 'Ali com uma mulher Hanafi). Acredita-se que o nome seja derivado de Kaysan, o líder dos Mawālī sob Mukhtar.
Diz-se que o próprio Mukhtar ensinou que o Imamate foi transferido para Muhammad ibn al-Hanafiyya depois de Husain. Doutrináriamente, o Kaysaniyya ficou a meio caminho entre as posições posteriores de Zaydi e Twelver sobre a natureza do Imamate, negando nass (designação) e enfatizando que a afirmação do imame é baseada em suas qualificações pessoais, eles também enfatizaram o conhecimento sobrenatural inato do imame. quando ele foi derrotado em uma batalha que havia profetizado que venceria. Os Kaysaniyya sobreviveram à derrota e morte de Mukhtar, mas após a morte do próprio Ibn al Ḥanafiyya, eles se dividiram em vários grupos:
a. Karibiyya, em homenagem a Abū Karib ad-Darīr; este grupo mantinha as doutrinas de ghayba (ocultação) e raj'a (retorno). Eles consideraram que Ibn al-Hanafiyya não havia morrido, mas estava escondido no Monte Rawḍa (a cerca de sete dias de viagem de Medina) e voltaria para encher a terra de justiça. Porque eles acreditavam que antes do retorno do imame, o desembainhar de espadas era proibido, eles lutavam com paus e, portanto, eram chamados de Khashabiyya. Dois dos mais famosos poetas árabes pertenciam a esta seita, Sayyid al-Ḥimyari e Kuthayyir.
b. Hashimiyya, que afirmou que Ibn al-Hanafiyya morreu e que ele ensinou todo o seu conhecimento a seu filho, Abu Hashim, a quem o Imamate passou. Diz-se que esta seita introduziu o alegórico do Alcorão e a ideia de que abaixo do zahir (exotérico) existe um batin (significado esotérico). Abu Hashim morreu em Humayma (Palestina) por volta de 98/717. Após sua morte, várias outras facções surgiram.
c. 'Abbasiyya. Os 'Abbasids originalmente alegaram que Abū Hāshim passou o Imamate para Muḥammad ibn 'Ali (o bisneto de *Abbas, o tio do Profeta) em seu leito de morte em Humayma e que o Imamate foi transferido para os descendentes de Abbas. Assim, inicialmente a propaganda 'Abbasid era na realidade um ramo da Hashimiyya. Mais tarde, uma vez que os abássidas derrubaram os omíadas e assumiram o califado, eles mudaram a base de sua reivindicação ao califado, afirmando que *Abbas era o legítimo sucessor do Profeta.
d. Rawandiyya. Apesar dessa mudança de ênfase pelos 'Abbásidas após a derrubada dos Omíadas, permaneceu uma seita chamada Rawandiyya que acreditava no Imamato dos 'Abbásidas e é até dito que alguns deles acreditavam na divindade de al-Mansur, o segundo 'califa abássida. No entanto, os 'Abbasids, desejando garantir uma base mais ortodoxa para seu califado, acharam tal movimento heterodoxo extremamente embaraçoso e al-Mansur é relatado como tendo matado alguns membros da seita.
e. Rizamiyya ou Muslimiyya. e é chamado Muslimiyya em outra fonte. Esta seita considerava Abu Muslim, o 'Abbasid General, como tendo herdado o Imamate de 'Abdu'llah as-Saffah, o primeiro 'Abbasid Caliph, esta seita não acreditava que Abu Muslim havia morrido, mas sim que ele estava escondido e retornaria para encher a terra de justiça. Um escritor chama a seita de Barkükiyya e afirma que eles eram encontrados em Herat e Mary e que acreditavam que o homem morto por al-Mansur não era Abu Muslim, mas um demônio que assumiu sua forma. O que parece ser a mesma seita é chamado em outras fontes de Khurramiyya, Khurramdiniyya e Ishaqiyya. Eles eram ativos no Khurasan e na Transoxânia e estão ligados em várias fontes ao zoroastrismo e ao mazdakismo (o Ishaqiyya, por exemplo).

#### Zaidismo

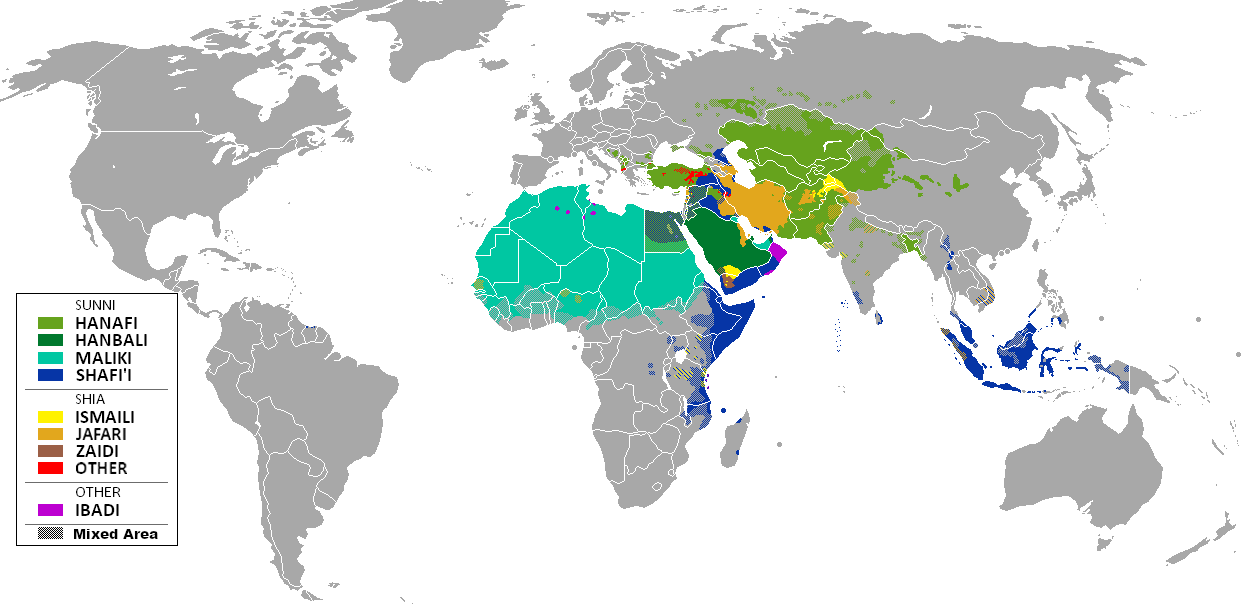
A distribuição do madhhab islâmico predominante

Os zaiditas são os seguidores de Zayd al-Shaheed, filho do imame Sajjad e meio-irmão do imame Albaquir. Alguns estudiosos sugerem que a luta pela liderança entre al-Bagir e Zayd começou imediatamente após a morte de Zayn al-'Abidin, enquanto alguns acreditam que Zayd não pretendia o imamato para si e na verdade favoreceu a liderança de seu irmão. No que diz respeito à primeira visão, Zayd tinha apenas quatorze anos na época da morte de seu pai em 94/712 e é altamente improvável que nessa idade ele fosse capaz de fazer valer suas reivindicações e atrair seguidores. A noção de que Zayd realmente favoreceu a liderança de seu irmão.
Zayd e seu meio-irmão, o Quinto imame Maomé Albaquir, começaram a discordar abertamente sobre vários pontos da doutrina. Inicialmente, a abordagem ativista de Zayd atraiu muitos dos xiitas, mas depois, quando Zayd se comprometeu cada vez mais com os tradicionalistas, muitos dos xiitas viraram as costas para ele e voltaram para Albaquir.
Em 737/121, Zayd se revoltou contra o califa omíada Hixame Abd al-Malik e um grupo jurou lealdade a ele. Uma batalha ocorreu em Kufa entre Zayd e o exército do califa, na qual Zayd foi morto. Os seguidores de Zayd o consideram o quinto imã da família do Profeta. O filho de Zayd, Yahya, então fugiu para Khurasan e começou uma revolta lá, mas foi vencido e morto em 125/743. Depois de Yahya, Muhammad ibn Abdullah e Ibrahim ibn Abdullah, que se rebelaram contra o califa abássida Mansur al-Dawaniqi e foram mortos, foram eleitos imãs.
Depois disso, houve alguma desordem nas fileiras de Zaydia até que Nasir Al-Atarash, um descendente do irmão de Zayd, surgiu em Khorasan. Ele fugiu para Mazandaran após ser perseguido pelos funcionários do governo daquela região e se tornou um imã. Seus filhos continuaram a governar como imãs naquela área por um tempo. Segundo a crença de Zaidi, qualquer descendente de Fátima (filha do Profeta) que se levantar em nome da defesa do direito, se for puro, corajoso e generoso nas ciências religiosas e morais, pode se tornar um imã. No entanto, por algum tempo depois de Utrush e seus filhos, não havia imã que pudesse se erguer com a espada até recentemente, quando o imame Yahya surgiu no Iêmen, que fazia parte do Império Otomano, e o tornou independente, cerca de sessenta anos antes, e começou a governar lá como um imã. Seus descendentes governaram como imãs naquela região até recentemente.
Em sua história inicial, no entanto, foi registrado como tendo se dividido em vários subgrupos:
a. Jarudiyya. Este grupo de Zaydiyya nomeado após Abu'l-Järūd Ziyad ibn Abi Ziyad, se opôs à aprovação dos companheiros do Profeta. Eles sustentaram que, embora não houvesse uma designação específica de 'Ali pelo Profeta, havia uma descrição suficiente para que todos o reconhecessem. Eles, portanto, consideraram os companheiros pecaminosos por não reconhecer 'Ali. Eles também negaram a legitimidade de Abu Bakr e 'Umar. Esta seita foi ativa durante o final do período omíada e início do período abássida e suas visões predominaram entre os Zaydis posteriores.
b. Sulaymaniyya ou Jaririyya. Este grupo, liderado por Sulayman ibn Jarir, sustentava que o Imamato deveria ser uma questão a ser decidida por consulta. Eles sentiram que os companheiros, incluindo Abu Bakr e 'Umar, erraram ao não seguir 'Ali, mas isso não equivalia a pecado. 'Uthman, no entanto, foi atacado pelas inovações que introduziu.
c. Butriyya ou Salihiyya. Esses dois grupos, nomeados respectivamente em homenagem a Kathir an-Nawa al-Abtar e Hasan ibn Salih, parecem ter sustentado doutrinas idênticas. Eles concordaram com o Jaririyya na questão de Abū Bakr e 'Umar e suspenderam o julgamento em relação a 'Uthman. É declarado por um autor que eles seguiram o Mu'tazila em teologia e a escola Hanafi na maioria das questões legais, embora em alguns assuntos eles concordassem com ash-Shafi'i e os xiitas.

## Morte

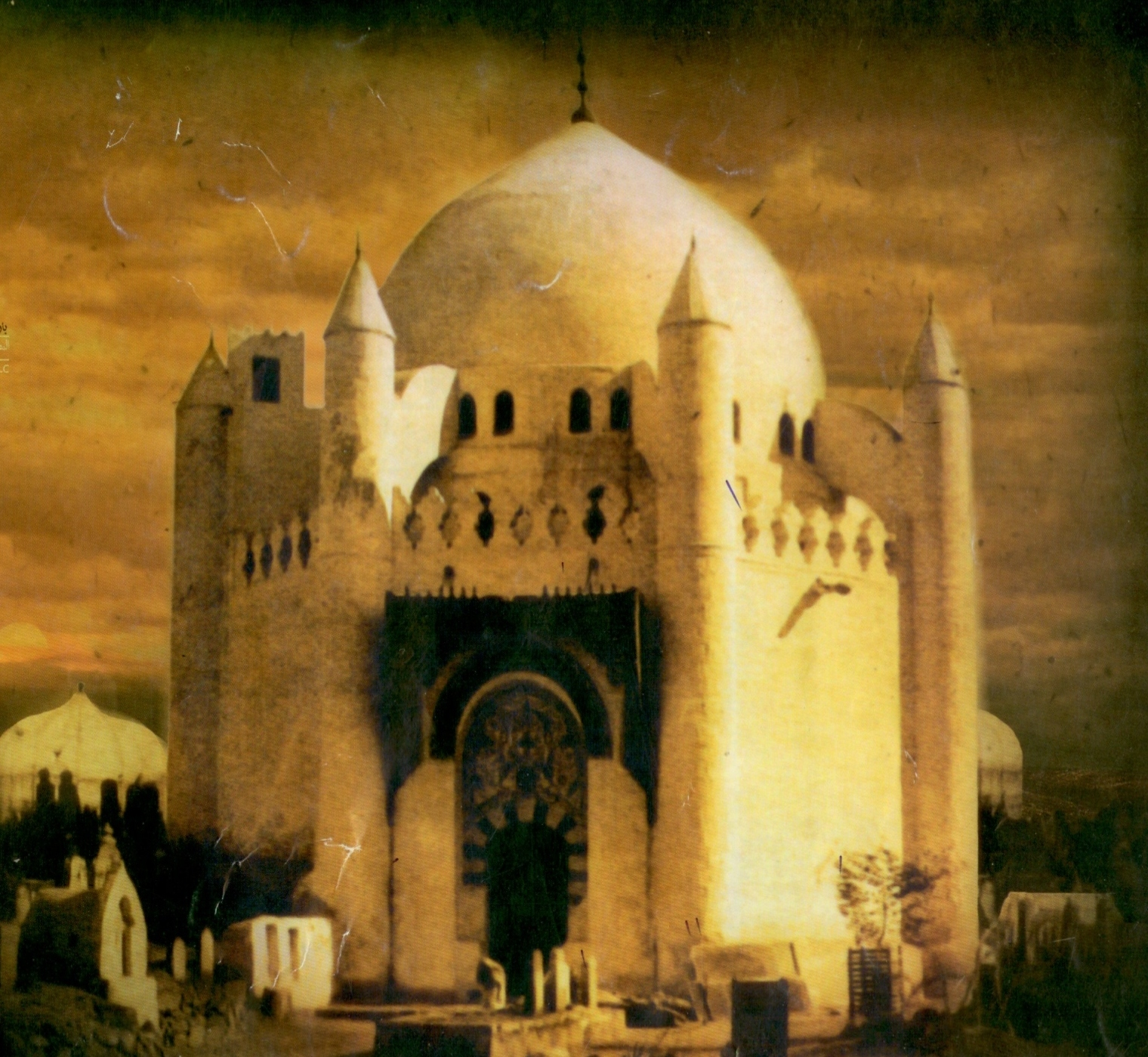
Cemitério de Baqi em Medina antes da sua destruição

De acordo com a maioria das fontes xiitas, ele morreu em medina em 114/732 aos 57 anos. A preferência por essas datas parece repousar em parte no paralelismo de 57. De acordo com outro relatório xiita, ele previu corretamente sua morte aos 58 anos, assim como seus ancestrais ʿAlī, Ḥosayn e ʿAlī b. Ḥosayn foram todos mortos, ou morreram, aos 58 anos. De acordo com Wāqedī, ele morreu em 117/735 e, de acordo com Ḵalīfa b. Ḵayyāṭ, em 118/736. Essas datas parecem mais prováveis, pois os relatórios sobre a ascensão de seu irmão Zayd em 120-22/738-40 sugerem que ele morreu recentemente, de modo que a questão da sucessão ainda estava aberta entre seus seguidores de Kufan.
Há também uma diferença de opinião sobre a causa de sua morte. de acordo com algumas tradições xiitas envenenadas por Ibrahim ibn Walid ibn 'Abdallah, sobrinho de Hixame, o califa omíada.
De acordo com algumas histórias anacrônicas, ele morreu envenenado, involuntariamente pelo califa ʿAbd-al-Malek (m. 86/705) com uma sela envenenada durante uma briga entre al-Bāqer e Zayd ibn Ḥasan sobre a herança do Profeta.
Baqir Sharif Qurashi, um historiador xiita, acredita que a razão para o assassinato de Mohammad Baqir é que, O imame debateu com Hisha`m sobre os assuntos do Ima`mate. O imame derrotou Hisha`m. Então, o último estava cheio de malícia em relação ao primeiro. por outro lado, o imame, possuía os sentimentos do povo. Assim, eles o admiravam e respeitavam. Pois o Ima`m era a figura mais proeminente na família do Profeta, que Allah o abençoe e a sua família. Portanto, a alta posição social do Ima'm desagradou aos omíadas. Assim, eles decidiram matá-lo para se livrar dele.

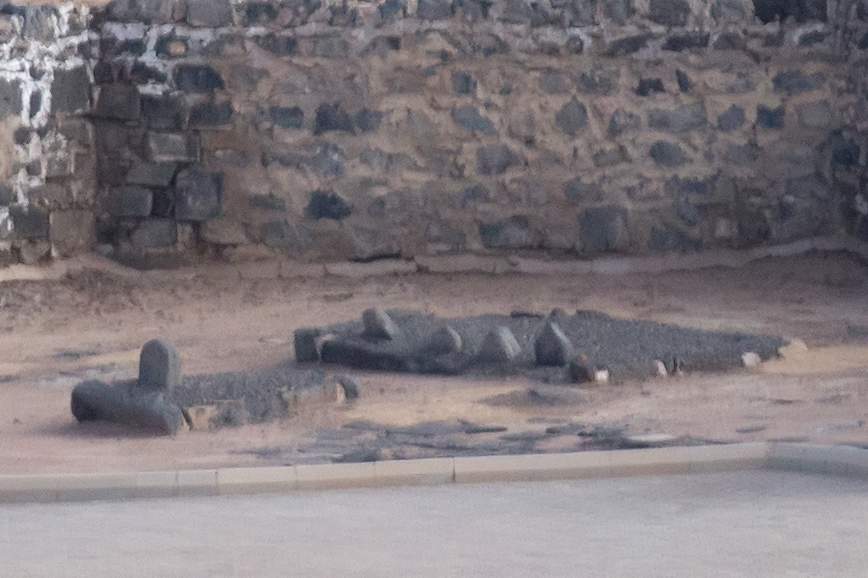
Cemitério de Baqi em Medina após a destruição

### Enterro e túmulo
É relatado que ele pediu para ser vestido com a túnica com que orava, e seu filho disse que, como o Profeta, ele foi enterrado com três vestes. Ele doou parte de seu dinheiro a algumas choronas para chorar por ele por dez anos em Mina. A razão para isso é que Mina era o maior centro onde os muçulmanos se reuniam, e que havia muitas mulheres chorando nela. Ele foi enterrado em Medina no cemitério de Baqīʿ al-Ḡarqad ao lado do túmulo de seu pai, Zayn al-'Abidïn, e ao lado de seu tio, imame al-Hasan.
Em 8 de Shawwal, no ano de 1345 AH (21 de abril de 1925), mausoléus em Jannatul Al-Baqi (Madina) foram demolidos pelo rei Ibn Saud. No mesmo ano (1925), ele também demoliu os túmulos de personagens em Jannat al-Mualla (Makkah), onde a mãe, esposa, avô e outros ancestrais do Profeta (s) estão enterrados.

### Sucessão
imame Abu` Jafar Albaquir, designou seu filho Alçadique, como um imame. Seu pai o designou para ser um Ima`m e sucessor e autoridade geral para a comunidade depois dele. Ele disse a seus seguidores que cabia a eles seguir e obedecer a seu filho. imame al-Ba`qir elogiou seu filho, imame Alçadique. Ele deu uma designação explícita para seu Imamte. Abu` al-Saba`h al-Kina`ni relatou. Ele disse: [Abu` Ja‘far Mohammed olhou para seu filho Abu` ‘Abd Allah (alSa`diq) e disse (para nós): “Você vê aquele homem? Ele é um daqueles de quem Allah, o Poderoso e Altíssimo, disse: Desejamos conceder um favor àqueles que foram [humilhados na terra e os faremos Imames e herdeiros”. Ali ibn al-Hakam relatou: Eu estava com Abu Jafar (al-' Baqir). Quando Jafar (Alçadique) se aproximou, Abu Jafar (Albaquir) disse: "Aqui está a melhor das criaturas."
Seguindo o imame Maomé Albaquir, os xiitas aceitaram seu filho Jafar Alçadique como imame. Mas um pequeno grupo chamado Baqiriyya eles acreditavam que o Imamate havia terminado com Albaquir e que ele estava escondido e retornaria.

## Suas esposas e filhos

### Suas esposas
Três esposas são mencionadas para ele e são:
1. Umm Farwa bint al-Qāsim (árabe: أم فروة بنت القاسم) ou Umm Farwa Fāṭima foi a mãe do sexto imame, Jafar Alçadique. O pai de Umm Farwa era o jurista islâmico Al-Qasim, filho de Muhammad ibn Abi Bakr. Sua mãe era Asma, filha de Abd al-Rahman ibn Abi Bakr. Umm Farwa era, portanto, bisneta de Abu Bakr, o primeiro califa Rashidun, duas vezes. Ela também teve outro filho chamado Abd Allah ibn Maomé Albaquir.
2. Umm Hakim, filha de Usayd ibn al-Mughira ibn al-Akhnas al-Thaqafi. não há informações sobre ela.
3. An umm walad [uma escrava]

### Seus filhos
Eles são relatados como sete: Abu 'Abd Allah Jafar ib Muhammad Alçadique, o sexto imã xiita e 'Abd Allah, filhos de Umm Farwa, filha de Qasim ibn Muhammad ibn Abi Bakr. Ibrahim e 'Ubayd Allah, que nasceram de Umm Hakim e ambos morreram durante a vida de seu pai. ‘Ali, Zaynab e Umm Salama, cuja mãe era uma umm walad [uma concubina].

## Aparência e características morais

### A aparência dele
Ibn Shahrashub disse sobre o imame Albaquir: “Ele era de estatura mediana, com pele delicada e cabelo ligeiramente encaracolado. Havia uma marca de nascença marrom em sua bochecha e uma vermelha em seu corpo. Ele tinha uma cintura fina, uma bela voz e uma cabeça baixa.”

### características morais

#### Sua Paciência
Com relação à grande paciência do imame, os historiadores relataram que enquanto ele estava sentado com seus companheiros, ele ouviu um grito alto vindo de sua casa. Um de seus servos correu até ele e contou-lhe secretamente (sobre o acidente). No entanto, o imame disse ao servo: “O louvor pertence a Allah pelo que ele deu e o louvor pertence a Ele pelo que ele recebeu. Evite que eles chorem. Prepare-o para o enterro. Peça para ela ficar calma e diga: ‘Nenhum mal vai te atingir. Você está livre para Allah por causa do medo que o tem controlado. Então o imame voltou à sua conversa. As pessoas não puderam perguntar a ele (sobre” o acidente). Então seu servo aproximou-se dele e disse-lhe: Nós o preparamos para o enterro. ' Assim, o imame ordenou a seus companheiros que orassem por seu filho e o enterrassem. Ele disse a seus companheiros sobre seu filho: "Ele caiu de uma escrava que o carregava e morreu."
Os historiadores disseram: “O imame teve um filho. O filho ficou doente. Assim, o imame temeu por sua segurança, pois o amava muito. Então o filho morreu. Assim, a paciência do imame se acalmou. Assim, foi dito a ele: "Tememos por sua segurança, filho do Apóstolo de Allah,"No entanto, o imame respondeu com calma e satisfação ao decreto de Allah, dizendo: 'Realmente oramos a Allah no que Ele ama . Se o que odiamos ocorrer, não nos opomos a Allah no que Ele ama.'”

#### Sua Generosidade e Honra aos Pobres
Entre sua moral estava que ele glorificava os pobres e elevava sua posição para que o povo não visse a humilhação de sua necessidade. Os historiadores disseram: "Ele ordenou que sua família não dissesse ao mendigo: 'Mendigo, pegue isso'. Em vez disso, ordenou que dissessem: 'Servo de Allah, você é abençoado'. Ele também ordenou que chamassem os mendigos com suas melhores nomes.” Al-Mufid, registrou esta declaração sobre Albaquir, “ele nunca se cansava de conceder generosidade aos irmãos, àqueles que vinham visitá-lo e àqueles que depositavam nele suas esperanças e confiança”. O estudioso sunita Ibn al-Sabbagh al-Maliki disse: “Embora Mohammed ibn Ali ibn al-Husayn (alBaqir) tivesse conhecimento, méritos notáveis, liderança e Imamate, sua generosidade era aparente em xiitas e não xiitas, ele era famoso por sua generosidade para todas as pessoas, e ele era conhecido por seu favor e bondade, apesar de sua grande família e sua condição mediana”. Os historiadores disseram: “imame Albaquir era o menor dos membros de sua casa em dinheiro. Ainda assim, ele foi o maior deles em provisão. Apesar disso, ele deu generosamente o que tinha para ajudar os pobres e necessitados.

#### Sua adoração
Os repórteres disseram: “Ele disse cento e cinquenta ruk'as de dia e de noite.” Seus assuntos científicos e sua autoridade geral para a comunidade não o desviaram de fazer muitas orações. Isso porque as orações eram a coisa mais amável para ele, pois eram o relacionamento entre ele e Allah.
Ishaq ibn 'Ammar relatou a autoridade de Alçadique, que disse: “Preparei uma cama para meu pai e esperei por ele até que ele viesse. Quando ele foi para a cama e dormiu, fui para a minha cama. Uma noite ele estava atrasado. Depois que as pessoas dormiram, fui à mesquita procurá-lo. Não havia ninguém na mesquita, exceto ele. De repente, eu o vi prostrado na mesquita. Eu o ouvi dizer: Ó Allah, a glória pertence a Ti. Você é meu verdadeiro Senhor. Ó meu Senhor, estou me prostrando” em adoração e escravidão. Ó Allah, minha ação é fraca, então duplique-a para mim. Ó Allah, proteja-me de Seu tormento no dia em que ressuscitar Seus servos dentre os mortos. Me perdoe. Na verdade, Tu és o Mais Perdoador, o Mais Misericordioso.”
Aflah, o servo do imame Albaquir diz: “Eu fui ao Hajj com o imame Albaquir. Quando entramos no Masjidul Haram, ele olhou para a Caaba e chorou alto. Eu disse a ele: 'Que meus pais sejam sacrificados por você! As pessoas estão olhando para você. Eu gostaria que você chorasse mais silenciosamente!' imame disse: 'Ai de você! Por que não devo chorar? Talvez o Todo-Poderoso Allah tenha Misericórdia de mim e me salve na Outra Vida.' Então ele realizou o Tawaf (circunambulação) e então rezou diante do lugar de pé de Abraão. Quando ele levantou a cabeça após sajdah, a terra estava molhada sob sua testa.

## Opiniões religiosas e teológicas

### Teoria do Imamat
O termo Imamate – que originalmente significa o líder – no dicionário islâmico, é usado principalmente para um referente específico, refere-se principalmente a uma liderança nos assuntos das sociedades; Em todo o Alcorão, o termo Imamate é mencionado - como; imame ou Aimmah foi usado, dá o mesmo significado específico, uma liderança nacional, é uma liderança intelectual, liderança política ou ambos. após o falecimento do profeta e o surgimento da fragmentação dos muçulmanos, diferentes interpretações do significado de imame foram formadas e, vez após vez, a palavra foi proporcional a seus significados semelhantes; de tal forma que, após o crescimento das escolas de teologia islâmica no segundo século, e o surgimento de diferentes orientações islâmicas manifestamente e escola independente de ideologias, uma das questões substanciais que é sobre o Imamato quando em todas essas escolas estava sendo apresentada , foi interpretado como um líder político. Assim, neste assunto, geralmente as condições específicas do imame – significando um governador e estadista da comunidade – foram apresentadas como discurso e crença por cada uma dessas escolas.
Na Escola Xiita, o imame e o estadista político islâmico da comunidade devem ser eleitos por Allah e empossados pelo profeta, ele deve ser um líder intelectual, bem familiarizado com a exegese do Alcorão e todas as partes da religião, ele deve ser livre de qualquer imperfeição, livre de falhas na criação e virtuoso, ele deve nascer em uma dinastia pura e casta. Nesta visão, a palavra imame consiste em três conceitos: ((líder político)), ((instrutor de religião)) e ((edificação espiritual)) no califado islâmico. como resultado, esses três aspectos nunca foram separados um do outro. Porém, o líder da nação aplica o um nesses três aspectos. O xiita acredita que, uma vez que a sociedade islâmica precisa urgentemente de orientação em cada um desses três aspectos, a pessoa que ocupa a função de dar essa orientação e é o líder da comunidade nessas áreas de interesse religioso deve ser indicada por Deus e pelo Profeta. Naturalmente, o próprio Profeta também foi nomeado pelo Comando Divino.

### Opiniões de Albaquir sobre o Imamato
Em sua opinião, o imamato, como a missão profética, é divinamente ordenado e baseado no Alcorão. Ele elucida ainda mais seus pontos de vista enfatizando as tradições proféticas que demonstram a afinidade entre o Profeta e ‘Ali. Isso se reflete posteriormente em sua teologia do imamato, na qual ele descreve os atributos que um imã possui. O imã deve ser seguido por causa de suas qualidades inerentes, incluindo 'ilm (conhecimento) e 'isma (impecabilidade). de adeptos, apesar das noções divergentes de autoridade que existiam na época. Albaquir enfatizou o nass e acreditava que o imame tinha sua autoridade por nomeação divina e não de nenhum clector humano ou do bay'a (juramento de lealdade) de pessoas comuns.

#### A Base Corânica do Imamato
Na discussão sobre a natureza e a base do imamato, as fontes xiitas sugerem que Albaquir colocou grande ênfase no versículo 5:55 do Alcorão.' Este versículo pode ser traduzido como:
“De fato, seu [real] Protetor [ou Guardião] é apenas Deus, Seu Mensageiro e aqueles crentes que realizam orações e dão o zakat enquanto se prostram.”
“De fato, seu [real] Protetor [ou Guardião] é apenas Deus, Seu Mensageiro e aqueles crentes que realizam orações e dão o zakat, e são eles que se prostram.”
A diferença entre essas duas traduções depende de uma única letra, ou seja, o waw que, além de ser uma conjunção (waw al-atf), também pode ser gramaticalmente usado nessa posição para introduzir o estado em que uma pessoa estava ao realizar a ação em a cláusula anterior (waw al-hal). A primeira tradução do verso leva em consideração o al-hal, enquanto a segunda o ignora. Ambas as traduções têm implicações significativas. Se o al-hal for rejeitado, isso significaria que todos os crentes estão aptos a ser o wali (guardião), ao passo que se o al-hal for aceito, além de Deus e Seu Mensageiro, o wilayat restrito aos crentes que dão zakat enquanto ainda prostrado em oração.
Exegetas muçulmanos! Embora, ao longo dos anos, tenham opiniões contraditórias sobre este versículo, alguns acreditam que se refere a 'Ali que, enquanto se ajoelhava em oração, certa vez jogou seu anel para um mendigo que estava pedindo esmola. Outros sustentam que o versículo realmente se refere apenas aos crentes. Comentando o verso, Albaquir afirma categoricamente que foi revelado no momento em que o Mensageiro estava com um grupo de judeus, entre os quais 'Abd Allah Ibn al-Salam estava presente.' levantou-se e caminhou em direção à mesquita onde encontrou um mendigo. Indagando se alguém havia lhe dado alguma coisa, o mendigo apontou para um homem que ainda estava orando. O homem era ‘Ali. No entanto, o que emerge das fontes xiitas é o fato de que, na visão de Albaquir, o Mensageiro relutou em explicar esta wilaya de Ali aos crentes.
Albaquir disse que, assim como o Mensageiro havia elucidado os detalhes sobre os versículos sobre oração, doação de esmolas, jejum e peregrinação, também era esperado que ele expusesse o wilayat que foi revelado no mencionado versículo 5:55. Mas quando solicitado a fazer isso na prática, o Mensageiro sentiu-se extremamente inquieto, temendo que as pessoas apostatassem. Como sua relutância continuou, Deus repetiu a ordem no versículo 5:67:
“Ó Mensageiro, transmita [ao povo] o que lhe foi revelado por seu Senhor e, se não o fizer, não transmitiu Sua mensagem; e Allah irá protegê-lo do povo. Na verdade, Allah não guia os incrédulos”.
Albaquir continua que o Mensageiro, ao receber este versículo, cumpriu o comando de Deus e endossou o wilayat ou imamato de Ali ibn Abi Talib em Ghadir Khumm. de acordo com Albaquir, foi somente após o endosso de wilayat que Deus revelou o versículo 5:3:
  “Hoje eu aperfeiçoei sua fé para você e completei meus favores sobre você e escolhi para você o Islã como uma fé/religião.”
A posição de Al Baqir em relação ao verso 'alyawm akmaltu lakum... relatado em várias fontes xiitas, é muito clara. Foi, diz ele, revelado por ocasião da nomeação de 'Ali como imã em Ghadir Khumm.
Outro versículo do Alcorão usado por Albaquir para enfatizar o wilayat dos imãs é 4:59 traduzido como:
“Ó vós que credes! Obedeça a Deus e obedeça ao Mensageiro e àqueles que detêm autoridade [de] entre vocês”.
O comentário de Albaquir sobre este versículo é que o “ulu alarm” são os imãs da “família de Muhammad”. Em resposta a isso, Albaquir usa outro versículo do Alcorão 4:83:
“Se eles tivessem se referido apenas ao Mensageiro e àqueles que tinham autoridade entre eles, então aqueles entre eles que podem obter conhecimento o teriam conhecido.”
Usando este versículo para reafirmar a posição dos imãs, Albaquir sustenta que a obediência a eles é obrigatória, pois Deus os fez "o povo do conhecimento" e os capacitou a extrair esse conhecimento. do verso anterior (de... ulu al-amr). Albaquir sustenta que não apenas a obediência ao imã incumbe aos crentes, mas que o amor por eles é um dever imposto aos adoradores de acordo com o versículo 42:23:
  “Diga, não peço nenhuma recompensa, exceto amor pelos parentes.”
Albaquir também apresenta o conceito de 'isma (infalibilidade) do imã, sua proteção divina contra o pecado e o erro. Ele baseia isso em sua interpretação do versículo 33:33 do Alcorão:
“E Deus deseja apenas remover a impureza de vocês, ó Povo da Casa (ah al-Bayt) e purificá-los completamente.”

#### A Base Hadith do Imamato
As opiniões de Albaquir sobre a ordenação divina do imamato foram baseadas principalmente na revelação do Alcorão. Ele apresenta mais provas das tradições do Profeta. Albaquir cita muitas tradições, mas aqui enfatiza aquelas aceitas por todos os muçulmanos, tanto xiitas quanto não xiitas. Isso não significa que os estudiosos não-xiitas concordam necessariamente com a interpretação de Albaquir dessas tradições. Para eles, como se sabe, a questão do imamato não é uma questão fundamental como para os xiitas; ‘não faz parte das ciências racionais nem da luta’, diz al-Ghazali.”
O hadith de Ghadir Khumm é, na visão de al-Bagir, uma das tradições mais importantes para provar a declaração do Profeta de 'Ali como imã. A essência do hadith é que, em seu retorno da Peregrinação de Despedida, o Profeta parou em Ghadir Khumm. Após a oração, o Profeta perguntou ao povo 'man awla bikum', quem tem mais direito sobre você? O povo respondeu que Deus e Seu Mensageiro sabiam melhor. O Profeta então disse: 'Não tenho mais direito sobre vocês do que vocês mesmos, de acordo com o que Deus, o Exaltado, disse: 'O Profeta tem mais direito (awla) sobre os crentes do que sobre eles mesmos'? (33:6). Eles responderam: 'Sim, ó Mensageiro de Deus'. Depois de repetir isso três vezes e fazer de Deus uma testemunha de seu acordo, o Profeta pegou a mão de 'Ali, ergueu-a com sua própria mão e disse: 'man kuntu mawlahu fa 'Ali mawlahu' (Aquele cujo mawla eu sou, 'Ali é seu mawla). Ele então declarou: 'Ó Deus, ajude quem o ajudar, oponha-se a quem se opõe a ele, apoie quem o apóia, abandone quem o abandona e vire a luz para qualquer direção que ele vire.'
Para os xiitas, de acordo com Albaquir, esse pronunciamento não era apenas indicativo da inclinação do Profeta em relação a 'Ali, mas era uma nomeação clara e específica que o povo deliberadamente interpretou mal.
Outra tradição que é tomada por Albaquir como evidência para o imamato é a declaração do Profeta para 'Ali; “Você é para mim o que Arão foi para Moisés, exceto que não há profeta depois de mim? Este hadith é reconhecido pelos sunitas como uma das tradições sonoras (sahih).
Albaquir enfatiza a necessidade do imamato por outra tradição: 'Aquele que morrer sem um imã morrerá uma morte de ignorância." Esta tradição é reconhecida e considerada extremamente confiável, com diferentes versões de sunitas e xiitas. [bn Hanbal relata isso da seguinte forma: 'Aquele que morrer sem um imã morrerá na ignorância.'
Enfatizando a necessidade da presença de um imame, alBaqir acrescenta que nenhum esforço pode beneficiar alguém sem a orientação do 'imame of the Time'. Em sua opinião, tal pessoa é como uma ovelha perdida que procura em vão por seu pastor e rebanho até que finalmente é devorada pelo lobo que se aproveita de sua confusão. É relatado que Albaquir disse a um de seus seguidores que, se neste mundo as pessoas precisam de um guia para viajar alguns quilômetros até um lugar estranho, então o que dizer do caminho para o céu, do qual eles são muito mais ignorantes?
A escolha de um imã, de acordo com al-Bagir, foi decidida quando Deus concedeu a Ibrahim esse favor e conferiu o imamato a ele e àqueles de sua progênie que não se desviaram. De fato, esse favor foi dado a Ibrahim depois que Deus o aceitou originalmente, primeiro como adorador, segundo como profeta, terceiro como mensageiro, quarto como amigo e finalmente como imã sobre o povo. Ibrahim, ele não pôde deixar de perguntar a Deus se esse favor permaneceria em sua descendência, ao que Deus respondeu que aqueles que se desviam não o receberão. Assim, a escolha de um imã vem de cima e é um favor que Deus concede; não pode ser adquirido.

#### As características essenciais do Imamato
Ao enunciar a teoria ou o princípio do imamato, alBaqir postulou certos pré-requisitos para isso, incluindo: nass (a designação explícita do Imām de seu sucessor), ʿilm (o conhecimento especial do Imām), nur (luz) e ʿiṣma (a infalibilidade do Imam).
Albaquir, sustentou que, ao contrário da crença de alguns grupos, o imã tinha que ser nomeado divinamente e que sua nomeação tinha que ser clara e precisa, ou seja, por nass al-jali (designação explícita). Para que sua teoria tivesse credibilidade suficiente, Albaquir teve que começar com a nomeação de Ali, que havia sido designado expressamente pelo Profeta Muhammad. O caráter hereditário do nass foi o ponto crucial no princípio do imamato que Albaquir avançou. Ele estava tentando trazer alguma ordem para as ideias confusas, confusas e caóticas do imamato desenfreado na época e a ideia de nass hereditária era uma espécie de restrição para todos aqueles que pensavam que poderiam reivindicar o nass e assim adquirir uma licença para liderança. Foi dessa maneira - por nasy al-jali - que Albaquir nomeou seu filho, Jafar Alçadique.
Além do caráter hereditário do nass, outra característica única da teoria de Albaquir era o conhecimento ('ilm). Este 'ilm também teve que ser rastreado até 'Ali, de quem o Profeta havia dito 'Eu sou a cidade do conhecimento e 'Ali seu portão'. Albaquir sustenta que o conhecimento, que foi concedido a Adam, nunca é retirado; ao contrário, é sempre herdado, transmitido de geração em geração. Todo imã antes da morte o passa para seu sucessor. Assim, a doutrina do imamato apresentada por Albaquir baseava-se principalmente no conhecimento, não no governo político, embora os imãs também tivessem direito a este último.
De acordo com outros hadiths narrados por Baqir, parece que nass, além de 'ilm, também era uma garantia de nur (luz). os imãs são, de acordo com al-Bagir, a luz de Deus (nur Allah). esta luz espiritual, que passa de geração em geração, é o símbolo daquele conhecimento eterno ('ilm).
O nur e o 'ilm que o imame deve possuir em virtude do nass o torna ma'sum (infalível), ou protegido do erro e do pecado. De acordo com Lalani As implicações legais e políticas desta doutrina são claras. O imã tem poder absoluto sobre a comunidade e, uma vez que é nomeado por Deus e é infalível, a comunidade que não é infalível não pode nomeá-lo nem elegê-lo.' Portanto, não há espaço para o princípio de ijma (consenso) na teoria do imamato de inAlbaquir.

## Posição científica e narrativa
Os especialistas sunitas em hadith, invariavelmente, o consideram um transmissor confiável. Al-Nasa'i o menciona como um dos principais estudiosos do direito (fugaha'). Ele é a autoridade para mais de 100 tradições nas seis coleções canônicas de Sunni ḥadīth, e também é citado algumas vezes em Anas b. Muwattā de Mālik (falecido em 93/712), Risāla fi uṣūl al-fiqh de al-Shafi (m. 204/820) e Musnad de Ibn Ḥanbal. Numerosos ditos dele também são narrados nos círculos sufis. Al-Tabari não apenas o usa como uma autoridade em seu famoso Tarikh, mas também inclui as tradições de Baqir em seu volumoso Tafsir.
Embora as fontes sunitas relatem muito menos tradições nas obras sunitas em comparação com as dos xiitas. Na tradição sunita, Albaquir é retratado como uma autoridade religiosa erudita e é exaltado como um especialista em jurisprudência (faqīh) e por seu conhecimento da religião e da exegese do Alcorão. Ele supostamente manteve discussões sobre questões teológicas e legais com notáveis estudiosos sunitas, como Abū Ḥanīfa (falecido em 150/767), Qatāda b. Diʿāma e Muḥammad b. al-Minkadir (falecido em 130/747). Fontes sunitas listam autoridades proeminentes que narraram tradições de al-Bāqir ou foram seus associados, incluindo Amr b. Abdallah (falecido em 128/745), al-Zuhrī, Amr b. Dinar (falecido em 126/743 4), al-Awzāʿī (falecido em 157/774), Ibn Jurayj (falecido em 150/768) e AlAʿmash (falecido em 147 ou 148/764–5).
Assim, de várias obras, Shit e não-xiitas, Albaquir emerge como um estudioso versátil, versado não apenas em questões de ritos e rituais, mas também na exegese do Alcorão, questões relativas à lei, bem como questões teológicas temas de natureza temporal e espiritual. Também é significativo notar que, antes da época de Albaquir, o aprendizado xiita era limitado, enquanto sua própria era foi marcada por uma súbita profusão de conhecimento sobre vários assuntos. Ele foi, portanto, o primeiro imã do Shi'a de quem um vasto corpus de literatura hadith veio. O título, qualquer que seja sua origem, enfatiza o papel que Albaquir desempenhou na disseminação do conhecimento para o público em geral, bem como seu lugar na literatura xiita.

### Fundação da jurisprudência xiita
al-Bāqir é reconhecido como o estabelecimento dos primórdios da escola de direito dos Doze (o madhhab jafarita). que foram sistematicamente elaborados por seu filho e sucessor do imamado, Jafar Alçadique.
Fontes xiitas registram a seguinte observação de Jafar Alçadique sobre esta questão: "Antes de Aba Jafar, [Albaquir] os xiitas não conheciam os ritos de peregrinação e o que lhes era permitido (halal) e o que era proibido (haram) para eles. Mas Abu Jafar os abriu e explicou os ritos da peregrinação e o que era permitido e o que era proibido. Assim, o povo passou a precisar deles [isto é, Shi' a], enquanto antes eles precisavam dos povos." Esta declaração é um pronunciamento claro sobre a contribuição de Albaquir no campo jurídico. Até sua época, os xiitas estavam em desacordo, não apenas sobre os ritos da peregrinação, mas também sobre o que era permitido e proibido.
Consequentemente, eles seguiriam as práticas locais em Meca, Medina, Kufa e outros lugares. As opiniões de Albaquir sobre o papel do imame e seu 'ilm hereditário tiveram um impacto significativo sobre eles. e outras questões jurídicas foram assimiladas e postas em prática por seus seguidores. Ele também deu orientações claras sobre o que era permitido e o que era proibido. Albaquir e seus seguidores foram ainda mais longe e rejeitaram completamente a tradição da comunidade, permitindo apenas as tradições dos imãs e da família do Profeta, conforme atestado pelos imãs, como uma fonte adequada de lei. Consequentemente, a teoria jurídica de Albaquir evoluiu em linhas diferentes daquelas dos tradicionalistas e ele lançou as bases de uma escola separada de jurisprudência - o madhhab ahi at-bayt.
Outra contribuição significativa da escola de Albaquir para a lei islâmica geral foi que, como os tradicionalistas, Albaquir e seus seguidores desaprovavam o raciocínio por analogia (qiyas) e a opinião pessoal (ra'y), que se tornaram parte integrante da tradição viva das antigas escolas. Esta dose não significa que Albaquir criticava o uso de ou intelecto ('aql). Pelo contrário, suas tradições, e mais particularmente as de seu filho Alçadique, revelam que 'aql é a faculdade totalmente suprema pela qual Deus é adorado e por meio da qual o conhecimento do bem e do mal é adquirido. Esse conhecimento, por sua vez, ensina as pessoas, entre outras coisas, como lutar contra as tendências de sua própria natureza inferior para se purificar? O que Albaquir era contra era o raciocínio dialético e a opinião pessoal meramente especulativa e caprichosa, baseada em nenhuma fonte autorizada. Em sua opinião, esses métodos não eram apenas inaceitáveis, mas aqueles que sucumbiam a eles estavam realmente desencaminhando a comunidade.
Embora não haja nenhum livro específico sobre fiqh por Albaquir, o papel de Albaquir em fiqh não é exagerado, pois parece que não apenas a lei Zaydi foi derivada dele, mas também a lei Ismaili' e Ithna ashari, ambas registram numerosos tradições sobre fiqh dele e o consideram o pai de fiqh. Como a lei Zaydi, que foi finalmente compilada no Iêmen, a lei ismaelita compilada no Egito e a lei Ithna ‘ashari compilada em Bagdá e Qum, todas derivam dessa personalidade, pode haver pouco espaço para duvidar de seu papel fundador e pioneiro.
O ensino legal e ritual do imame Albaquir compreendia muitas das características que mais tarde foram consideradas aspectos distintivos da lei Imami Shiʿi, como a expressão hayy ʿala khayr al-ʿamal na chamada as origens e história inicial do islamismo xiita para a oração (adhan), a proibição de limpar a sola do calçado (mash ʿala'l-khuffayn) na ablução ritual e a permissão de mutʿa ou casamento temporário.

### O conceito de fé
Uma das questões essenciais discutidas neste período inicial, e sobre a qual as várias escolas se dividiram, foi o Iman. Uma série de questões relacionadas foram levantadas, como a distinção entre Iman e Islã, 'fé' e 'submissão' e sua conexão. Outra questão relacionada era se havia graus de fé. Albaquir, baseando seus pontos de vista no versículo do Alcorão 49:14 — “Os beduínos dizem: “nós acreditamos”. Diga: você não acredita; em vez disso, diga: “nós aceitamos o Islã (aslamna). A fé ainda não entrou em seu coração.”’ – fez uma distinção clara entre Iman e Islã, para ele Iman incluía o Islã, mas o Islã não abrangia necessariamente Iman. Portanto, na visão de Albaquir, um mu'min é automaticamente um muçulmano, mas um muçulmano não é necessariamente um mu'min. Mais detalhes sobre a diferença entre Iman e o Islã podem ser deduzidos de outra pergunta feita a Albaquir. Quando questionado se aquele que testemunha que não há Deus senão Deus, e Muhammad é o Mensageiro de Deus, era um crente, Albaquir respondeu: 'Então, e os deveres impostos por Deus? diretamente relacionado ao walaya dos imãs; Iman surge da crença no imã. Segundo ele, Iman, diferente do Islã, é a crença nos profetas, mensageiros e imãs de Deus com total obediência ao imã da época. Al- As visões de Baqir, portanto, tendem a refletir a ideia de que Iman é palavra (gawl) e ação/ação ('amal). De acordo com uma definição dada por seu filho Jafar AL Sadiq, Iman é gawl bi al-lisan (palavras com o língua), convicção interior (tasdig bi al-janan) e obras/ações de acordo com os pilares impostos por Deus (wa a'mal bi al-arkan).
Na visão de Albaquir, Iman foi construído sobre quatro pilares; paciência (sabr); certeza (yagin); justiça (adl) e luta (jihad). É claro que, para ele, as virtudes de uma pessoa estão diretamente ligadas ao seu Iman. Em outra de suas tradições, Albaquir afirma que: 'O crente que é mais perfeito em Iman é aquele que tem o melhor caráter.), que ele diz ser como a cabeça para o corpo. Aquele que não tem sabr não tem Iman. Ele descreve sabr perfeito como aquela paciência que impede qualquer reclamação ao povo.

### Taqiyya
Na visão de Albaquir, a questão da taqiyya, ou dissimulação preventiva, está diretamente relacionada à de ‘ilm e Iman. Alguém de Basra relatou a ele a alegação de al-Hasan al-Basri de que aqueles que ocultavam o conhecimento ofenderiam as pessoas no inferno com seu vento, Albaquir respondeu que, se fosse esse o caso, então o crente da família do faraó teria sido destruído . De acordo com seu filho Alçadique, Albaquir também disse que "a ocultação é minha prática religiosa, assim como a de meus ancestrais". Quem não pratica taqiyya não tem fé real." O uso de taqiyya foi provavelmente essencial para o ensinamento de Albaquir, pois ele insistiu na divisão de 'ilm em zahir (exotérico) e batin (esotérico). A resposta de Baqir a Jabir b. Yazid al-Ju'fi, que perguntou por que ele deu respostas diferentes para o mesmo problema do Alcorão em momentos diferentes, é significativa. O Alcorão, ele explicou, tem um significado interno (batn) e o significado interno tem ainda outro significado interno, e o Alcorão tem um significado externo (zahr) que da mesma forma tem outro significado externo.
A questão da taqiyya estava, em termos políticos, intimamente ligada à discussão de al-amr bi al-ma ‘ruf wa al-nahi ‘an al-munkar, que é ‘ordenar o bem e proibir o mal’. A questão levantada a esse respeito era até que ponto era um dever para os muçulmanos garantir que os outros fizessem o que é certo e se abstivessem de fazer o mal. Alguns acreditavam que o dever de “ordenar o bem e proibir o mal” deveria ser cumprido pela força, se necessário. O Mu'tazila adotou essa visão, acreditando que se houvesse uma chance razoável de levantar oposição a um tirano, ele deveria se opor, mesmo que isso significasse que alguém deveria ser morto no processo. As opiniões de Albaquir não eram as mesmas de seus contemporâneos que usavam essa doutrina para defender a revolução, pelo menos nas circunstâncias da época, pois, como se sabe, ele não aprovava a revolta armada e, de fato, dissuadiu sua metade -irmão, Zayd b. 'Ali, de adotar tal curso. Isso poderia estar sob taqiyya porque, de acordo com uma tradição, “embora ele acreditasse em empunhar a espada, se necessário, a época em que vivia não era adequada para rebelião armada.
No entanto, a taqiyya nunca foi desconhecida do Islã, mesmo em suas fases iniciais. O seguinte versículo do Alcorão, 16:106, justifica a taqiyya sob condições de severa restrição; “Todo aquele que descrer em Deus depois de ter crido – exceto aquele que foi compelido, e seu coração ainda está em repouso em sua crença – mas todo aquele que tem o peito dilatado na incredulidade, sobre ele repousará a cólera de Deus, e ali os espera um poderoso castigo." É unanimemente aceito que este versículo se refere a 'Ammar b. Yasir, o famoso companheiro do Profeta que foi submetido a severas torturas por incrédulos dos coraixitas a ponto de renunciar verbalmente ao Islã. Quando acusado por alguns muçulmanos de descrença, o Profeta disse: ‘Não! ‘Ammar está cheio de fé da cabeça aos pés. A fé foi misturada com sua carne e sangue.” Se eles repetirem (sua tortura), repita o que você disse a eles.

### Qada’ wa Qadar
Durante o período omíada, houve muita discussão sobre a questão de qada' wa qadar (decreto e poder), que está relacionada ao tópico discutido anteriormente de Iman. Alguns argumentaram que, já que Deus determinava tudo, eles não poderiam deixar de cometer pecados? Isso, de certa forma, era uma justificativa de complacência moral que não era puramente acadêmica, mas ligada a preocupações políticas. Pois tal atitude poderia significar que o regime omíada foi ordenado por Deus e, portanto, não deveria ser combatido. De fato, há evidências adequadas para sugerir que os omíadas defenderam e justificaram seu governo com base em tais ideias predestinatórias. Esses argumentos teológicos provocaram uma reação daqueles que estavam acostumados a pensar no homem como um agente responsável. Aqueles que sustentavam essa doutrina do livre-arbítrio passaram a ser conhecidos, um tanto ilogicamente, como Qadariyya. Um grupo acreditava que hasanat (ações nobres) e khayr (bondade) são de Deus, enquanto a maldade e ações vis são dos homens.
De acordo com Albaquir, 'em uma de Suas escrituras', Deus disse: "Eu criei ambos, o bem e o mal; assim, abençoados são aqueles de cujas mãos é realizado o bem e a desgraça sobre aqueles por quem o mal é realizado, e ai também para aqueles que dizem: “como é isso e como é aquilo?” Em outro lugar, Albaquir afirma que "Deus é muito misericordioso para forçar Suas criaturas a pecar e depois puni-las, e Ele é muito poderoso para fazer coisas que não aconteceriam". Quando perguntado se havia uma terceira posição entre jabr e qadar, Albaquir respondeu que havia e que era mais larga que a distância entre o céu e a terra. As visões de Al Baqir aqui demonstram uma posição intermediária que não apoia nem a determinação nem o livre arbítrio de maneira exclusiva.

## Os alunos da escola do imame Albaquir
O imame Albaquir educou muitos estudantes proeminentes nas áreas de fiqh, tradição, comentários e várias outras ciências islâmicas; cada um desses alunos foi considerado um peso pesado em relação ao seu aprendizado e conhecimento.
Os mais importantes deles foram Zurara b. A'yan, seu irmão Humran e Hamza b. Mohamed b. Abd Allah at-Tayyar. Zurara em particular foi uma aquisição muito importante, pois tornou-se o mais eminente teólogo e tradicionalista de seu tempo, com um amplo círculo de discípulos em Kufa. Seu irmão Humran era anteriormente um associado próximo de Zayn al-'Abidin e mais tarde tornou-se conhecido como um apoiador extremamente dedicado de Albaquir, que lhe prometeu o Paraíso e declarou que "Humran seria de nosso xiita neste mundo e o próximo." Hamza b. at-Tayyar, embora por um tempo tenha se oposto a Albaquir, depois de hesitar entre vários pretendentes, finalmente escolheu segui-lo. Além de Zurara, outros importantes adeptos de A-Baqir, que se tornaram as principais autoridades em Twelver fiqh quando sua escola legal xiita foi formulada mais tarde, foram Ma'ruf b. Kharrabudh, Abu Basir al-Asadi, Burayd b. Moáuia, Muhammad b. Muçulmano b. Riyah. at-Ta'ifi e Al-Fudayl b. Yasar. A figura proeminente entre eles foi Muhammad b. Muçulmano b. Riyah, um Kufan mawla do Thaqif, um moleiro de profissão, conhecido também como Al-A'war (o caolho). Descrito como o "mais confiável de todos os homens", ele era conhecido como um grande jurista nos círculos de Kufan e um colega advogado contemporâneo de Ibn Abi Layla, Abu Hanifa e Sharik al-Qadi. Ele parece ter sido uma contraparte de Zurara, pois enquanto este último era um teólogo tradicionalista e especulativo, e o criador da escola xiita de kalam, Muhammad b. Muslim combinava o conhecimento da ciência da Tradição com o trabalho de um advogado prático e era conhecido por soluções rápidas e drásticas. Ele também era um asceta conhecido. Entre esses seguidores de Albaquir, Abu Basir Layth al Bakhtari al-Muradi também alcançou fama e reputação como um grande xiita faqih e tradicionalista. Abu Basir, um mawla de Banu Asad, tornou-se o companheiro favorito de Albaquir e mais tarde de Jafar as-Sadiq. Jafar teria dito que Abu Basir, Burayd, Zurara e Muhammad b. Os muçulmanos eram as "estacas do mundo", e sem eles as tradições proféticas teriam sido perdidas. Eles eram os corredores mais rápidos e os associados mais próximos dos Imames. Outra figura marcante foi Abu Hamza ath-Thumali, que ocupou um lugar importante entre os associados de Albaquir, e a ele podem ser atribuídas muitas tradições de tendência extremista, especialmente aquelas relacionadas a milagres. Al Kumayt b. Zayd al-Asadi, um renomado poeta de sua época, foi outro grande e muito importante apoiador de Albaquir. Ele serviu à causa do imame mais do que qualquer outro seguidor por meio de seu gênio poético. Sua devoção, que encontrou expressão em sua talentosa poesia, levou o nome e a fama de Albaquir para longe. Mas sua coleção de poesia dedicada ao louvor do Ahl al-Bayt, o "al-Hashimiyat", causou-lhe sérios problemas. O anti-Alid vice-rei do Iraque, Yusuf b. 'Umar, trouxe este trabalho à atenção do califa Abd al-Malik. Kumayt, porém, conseguiu se livrar do perigo e, para agradar ao califa, chegou a escrever alguns poemas em louvor aos omíadas. No entanto, o poeta permaneceu um grande favorito da linha legitimista dos Husaynid imames, e Jafar as-Sadiq disse sobre ele: "Kumayt não deixou de ser auxiliado pelo Espírito Santo." Embora a cidade de Basra fosse geralmente antixiita, Albaquir conseguiu ganhar vários seguidores lá também, como Muhammad b. Marwan al-Basri e Malik b. A'yan. Em Meca também, Albaquir ganhou alguns seguidores leais.

### Albaquir e oGhulat
Albaquir enfrentou problemas criados por alguns outros indivíduos que passaram a ser classificados como Ghulat. O termo ghulat era um termo árabe originalmente usado pelos heresiógrafos Twelver Shiʿite (eṯnā ʿašariya) para designar aqueles dissidentes que “exageram” o status dos Imames de maneira indevida, atribuindo-lhes qualidades divinas. Esse tipo de heresia é geralmente, embora imprecisamente, chamado de ḥolul (encarnação) de uma essência divina em um corpo humano. Na verdade, o Ghulat considerou Imam ʿAli b. Abi Ṭāleb e os outros Imames como manifestações de Deus, cujos “corpos” não eram corpóreos, mas mera ilusão. O princípio principal de ḡoluw (exagero) era que Imam ʿAli havia sido a manifestação de Deus e que foi ele quem enviou Moḥammad como profeta.
Durante o Imam Moḥammad Baqir, um certo Bayān b. Semʿān Tamimi, que atuou como profeta em nome dos Imames idolatrados, foi queimado em Kufa no ano de 119/737 por ordem do governador Ḵāled Qasri. Diz-se que Bayān pregou a existência de dois deuses: o primeiro, o “Deus eterno” (al-elāh al-azali), estando no céu e consistindo de pura luz, e o segundo na terra, provavelmente o criador de o mundo material inferior. Os doze xiitas entregam uma carta pela qual Bayān teria convocado o quinto Imam Moḥammad Baqir para reconhecê-lo como seu profeta.
Outro grupo Ghulat era conhecido como Harbiyya ou Harithiyya em homenagem ao seu líder “Abd Allah b, al-Harb, as fontes atribuem a este grupo um papel proeminente na introdução da teoria da metempsicose (tanasukh) e outras ideias extremistas. Após a morte de Abi: Hashim, Ibn Harb ensinou que o Espírito Divino (ruh Allah) esteve presente no Profeta Muhammad e foi sucessivamente transferido para 'Ali, al-Hasan, al-Husayn, Ibn al-Hanafiyya, Aba Hashim e finalmente a Ibn Harb, que assim se tornou o imã até o reaparecimento de Muhammad b, al-Hanafiyya. Foi sugerido que Ibn Harb eventualmente se converteu ao carijismo sufri e morreu como sufri. Outro indivíduo regularmente classificado entre os Ghulat que causou problemas para Albaquir foi al-Mughira b, Sa'id al-'Ijli. Ele era cliente do governador Khalid b, “Abd Allah al-Qasri e alegou que Albaquir o havia nomeado como o wasi. Mais tarde, talvez após a morte de Albaquir, ele alegou que era um agente de Muhammad b, 'Abd Allah b. al-Hasan (al-Nafs al-Zakiyya). Ele reivindicou a profecia e o imamato para si mesmo e disse que o anjo Jibra'il lhe trouxe revelações e que ele poderia ressuscitar os mortos. Khalid b, 'Abd Allah al-Qasri o prendeu, matou e crucificou junto com Bayan. Ainda outra pessoa que professava ser o wasi de Albaquir era Abii Mansar, que pertencia à tribo de 'Ijl e vivia em Kofa." Aba Mansar afirmou ainda que havia experimentado uma ascensão ao céu, durante a qual ele tinha sido designado por Deus como um profeta e mensageiro. Ele também foi executado pelo governador do 'Iraque em 125/742. Mu'ammar foi outro daqueles que adotaram visões extremistas sobre Albaquir."' Ele afirmou que Albaquir e outro seguidor dele, Abii al-Khauab, eram ambos deuses. Eles eram deuses no céu enquanto ele, Mu'ammar, era deus na terra e conhecia o mérito do deus celestial. Ele também reivindicou a divindade de Abi Talib, 'Abd al-Muttalib, Muhammad e 'Ali.

### Os Debates do Imam Baqir
Durante a época do Imam Baqir, havia vários grupos ativos, como Mu'tazila, Khawarij e Murjiah. Algumas delas eram seitas puramente religiosas, enquanto outras eram de natureza político-religiosa. Imam Baqir era muito parecido com uma parede sólida que se opunha às suas ideologias desviantes. Por meio de seus debates e discussões com eles, ele provou a eles que os fundamentos intelectuais e ideológicos sobre os quais eles se apoiavam eram infundados.
Alguns de seus famosos debates são os seguintes: O debate do Imam com o estudioso dos cristãos sobre certos assuntos. Debate com Hisham Abd al-Malik, o governante omíada sobre os assuntos do Imamato, debate com os principais líderes dos Mu'tazilitas como Al-Hasan al-Basri e Amru ibn 'Ubayd e debate com Qattada, o jurista do povo de Basra.
AL Baqir contribuiu para as doutrinas teológicas sobre Iman, taqiyya, qada wa gadar, a unidade de Deus, bem como uma série de outros tópicos que foram discutidos e debatidos acaloradamente em seu tempo. Assim, ele surge não apenas como o guia e líder espiritual de um determinado grupo, tendo fundado uma escola separada e fornecido uma base doutrinária para ela, mas também como um dos mais ilustres estudiosos do período, disseminando conhecimento sobre todos os aspectos da vida muçulmana.

## Obras

### 1. Tafsır al- Alcorão / Tafsır Albaquir
Albaquir está intimamente associado à exegese Twelver do Alcorão e é creditado com um comentário referido por Ibn al-Nadim (d. c.385/995) como Kitab Albaquir (O livro de Albaquir) e sobreviveu parcialmente em Ali Tafsir de ibn Ibrahim al-Qumi (falecido após 307/919). Um comentário sobre o Alcorão atribuído a Muhammad Albaquir. Ibn Tawus shia scholer, tinha uma cópia de pelo menos as cinco primeiras partes da obra que ele descreveu e citou nas páginas anotadas. Esta foi de fato uma coleção de relatórios que o aluno de Muhammad Albaquir, Abu Jarod Ziyad b. al-Mundhir citou dele sobre o significado das passagens do Alcorão. O trabalho é parcialmente existente. ‘Abd Allah b. Hamza, citado de um livro de Tafsır que foi relatado de Muhammad Albaquir por três de seus discípulos, incluindo Abu Hamza al-Thumalı.
Outro comentário do Alcorão composto de tradições exegéticas atribuídas a Albaquir, narrado por Jābir b. Yazīd al-Jufī, foi compilado por Rasul Kazim Abd al-Sāda sob o título Tafsir Jābir al-Jufi. A extensão da contribuição declarada de Albaquir neste campo é vista em Nur al-thaqalayn, de Abd Ali al-Ḥuwayzī (falecido em 1112/1700), um extenso comentário do Alcorão que contém quase 14.000 tradições xiitas anteriores do Profeta e dos Imames. Albaquir é a autoridade para cerca de 13% dessas tradições, atrás apenas do Profeta (13,5%) e Alçadique (47%).

### 2. Al-Manasik
Existe um tratado sobre os rituais do hajj que Abu Al-Jarod Ziyad b. al-Mundhir citou Muhammad Albaquir. O tratado foi publicado em Bagdá, 1342. Uma citação do filho de Muhammad Albaquir, Jafar Alçadique, afirma que “antes de Abu Jafar [Muhammad Albaquir] os xiitas não conheciam [o caminho certo realizar] os rituais da peregrinação a Meca [hajj] . . . até que ele surgiu e realizou a peregrinação para eles, explicando-lhes como fazê-lo...”. mas atribuído a 'Ali Zayn al-Abidin com base em um manuscrito com uma cadeia de transmissão através de Abu Khalid 'Amr b. Khalid al-Wasitı para Zayd b. Todos. O relatório em 'Ayyashı, no entanto, pode confirmar a atribuição do tratado a Muhammad Albaquir. Além disso, o tom predominantemente ético das muitas citações de ‘Ali Zayn al-Abidin sobre o tema do hajj é distintamente diferente da linguagem jurídica pura deste texto. Ibn 'Adı também se refere ao texto sobre os rituais do hajj citado por Muhammad Albaquir e observa que uma variante do mesmo texto é citada por seu filho, Jafar Alçadique. Isso se refere claramente a um longo texto citado por vários isnads sunitas de Jafar Alçadique.

### 3. Umm al-kitab
tem a reputação de conter as respostas de Albaquir às diferentes perguntas feitas pelos seguidores que é citado por Jabir ibn Yazid al-Ju'fi como o transmissor de algumas tradições nele.
Este livro é um reflexo fiel das ideias correntes onde quer que a gnose xiita tenha se formado. O livro assume a forma de uma conversa entre o Imam Muhammad Albaquir e três de seus seguidores. é claramente uma reminiscência do Evangelho da Infância, já evidenciando assim como a Imatologia é homóloga à cristologia gnóstica.

### 4. Risalat al-Ju'fi
Jabir também é o principal narrador de Albaquir em Risalat al-Ju'fi, que se acredita conter a visão de Jabir sobre as doutrinas ismaelitas. É difícil determinar se Jabir realmente narrou todas as tradições atribuídas a ele por Albaquir, ou se algumas ou muitas foram posteriormente atrbuídas a ele.